# Joseph Dowler
Joseph Dowler (Egyesült Királyság, Northamptonshire, Rushden, 1879. február 1. – Egyesült Királyság, Nagy-London,  Plaistow, 1931. február 13.) olimpiai ezüst és bronzérmes brit kötélhúzó.
Az 1908. évi nyári olimpiai játékokon indult kötélhúzásban brit színekben. A Metropolitan Police "K" Division csapatában szerepelt. Rajtuk kívül még kettő brit rendőrségi csapat és két ország indult (amerikaiak és svédek). A verseny egyenes kiesésben zajlott. Először a londoni rendőröktől kaptak ki, majd a bronzmérkőzésen a svédeket verték.
Az 1912. évi nyári olimpiai játékokon  is indult kötélhúzásban brit színekben. Ekkor a londoni rendőrség csapatában szerepelt. Rajtuk kivül csak a svéd válogatott indult, így csak egy mérkőzés volt és a svédek nyertek.